# インディアナ大学ココモ校
インディアナ大学ココモ校
| 創立年   | 1945年                               |
| 学校種別 | 州立、共学                           |
| 総長     | ラッセル・ルース・パーソン           |
| 位置     | アメリカ合衆国インディアナ州ココモ市 |
| 生徒数   | 2,680人                              |
| 教員数   | 47人                                 |
| HP       | www.iuk.edu                          |

インディアナ大学ココモ校 (Indiana University Kokomo) はアメリカ合衆国インディアナ州ココモ市にあるインディアナ大学システムの地域校である。
2004年度、IUKに2800人の学部/大学院生が在籍し、95%がフルタイムの学生である。